# Elly Ney
Elly Ney (Düsseldorf, 27 novembre 1882 – Tutzing, 31 marzo 1968) è stata una pianista tedesca, nota interprete dell'opera di Beethoven.

## Biografia
Nata a Düsseldorf, si avvicinò alla musica romantica e classica sin dall'infanzia, incoraggiata dalla nonna a studiare il pianoforte. Studiò a Colonia, dove fu allieva di Isodor Seiss e Karl Bötcher e, dopo aver vinto il Mendelssohn-Stipendium nel 1901, si trasferì a Vienna per studiare brevemente con Teodor Leszetycki e poi con Emil von Sauer. Insegnò al Conservatorium der Musik in Coeln per tre anni prima di intraprendere la carriera concertistica, che nel 1923 la portò a fondare l'Elly Ney Trio insieme al violinista Wilhelm Stross e al violoncellista Ludwig Hoelscher; il trio avrebbe collaborato con Florizel von Reuter e Walter Trampler per alcune incisioni discografiche.
Nel 1937 si iscrisse al partito nazista, diventando un membro onorario della Lega delle ragazze tedesche; durante il secondo conflitto mondiale fu insignita della croce al merito di guerra di II classe per il suo supporto alle truppe. Al termine della guerra il suo fervente antisemitismo e sostegno ai nazisti pose freno alla sua carriera e le fu impedito di esibirsi a Bonn. Avrebbe abiurato i suoi ideali nazisti soltanto nel 1952, il che facilitò il ritorno sulle scene negli ultimi anni della sua carriera. Il suo sostegno entusiasta degli ideali nazisti avrebbe però offuscato per sempre la sua reputazione: la cittadinanza onoraria di Tutzing, città ove morì ottantacinquenne nel 1968, le fu revocata dopo la morte proprio a causa del suo passato scomodo.